# Кравченко, Иван Степанович
Иван Степанович Кравченко (12 ноября 1915, дер. Владимировка, Томская губерния — 28 ноября 1986) — командир отделения взвода разведки 28-го гвардейского кавалерийского полка, гвардии сержант — на момент представления к награждению орденом Славы 1-й степени.

## Биография
Родился 12 ноября 1915 года в деревне Владимировка (ныне Убинского района Новосибирской области). Окончил 4 класса, работал в колхозе. В 1936—1938 годах проходил действительную службу в Красной Армии. С 1939 года жил и работал в городе Петропавловск.
В сентябре 1941 года был вновь призван в армию. С того же времени на фронте. К лету 1944 года гвардии сержант Кравченко — разведчик 28-го гвардейского кавалерийского полка 6-й гвардейской кавалерийской дивизии.
8 июля 1944 года гвардии сержант Кравченко, ведя разведку у деревень Посад и Большое Заборовье на подступах к городу Лида, в составе разъезда из 7 человек внезапно атаковал противника в деревне Большое Заборовье. В бою было истреблено 12 противников, захвачено четыре 75-мм пушки и 2 автомашины.
Приказом от 22 июля 1944 года гвардии сержант Кравченко Иван Степанович награждён орденом Славы 3-й степени.
21 января 1945 года гвардии сержант Кравченко в ходе разведки установил силы и огневые средства противника, оборонявшего переправу на реке Омулеф. Это позволило командованию полка уничтожить обнаруженного противника. 22 января в бою за город Алленштайн вместе с подчиненными истребил 9 противников и 2 захватил в плен. 25 января северо-западнее города Алленштайн напал на вражеский обоз и захватил 2 повозки с боеприпасами.
Приказом от 6 марта 1945 года гвардии сержант Кравченко Иван Степанович награждён орденом Славы 2-й степени.
27 апреля 1945 года на подступах к населенному пункту Бредерейхе гвардии сержант Кравченко пленил 3-х пехотинцев, которые сообщили ценные сведения. 28 апреля в том же районе в ходе разведки вместе с отделением уничтожил 5 противников и 2 взял в плен. 30 апреля близ города Райнсберг отделение Кравченко захватило автомашину, 3 мотоцикла и 12 солдат противника. 2 мая в районе населенного пункта Ланц подбил БТР и пленил его экипаж.
После Победы продолжал службу на территории Германии.
Указом Президиума Верховного Совета СССР от 29 июня 1945 года за образцовое выполнение заданий командования в боях с немецко-вражескими захватчиками гвардии сержант Кравченко Иван Степанович награждён орденом Славы 1-й степени. Стал полным кавалером ордена Славы.
В августе 1945 года он был осужден военным трибуналом по статье 153, часть 1, к 4 годам исправительно-трудовых лагерей.
Последние годы жил в городе Пермь. В конце 1970-х годов ему был вручен орден Славы 1-й степени. Работал вахтером. Скончался 28 ноября 1986 года.
Награждён орденом Отечественной войны 1-й степени, Славы 3-х степеней, медалями.